# محمد جميل بك
محمد جميل بك (بالتركية: Mehmed Cemil Bey)‏، (ولد في القسطنطينية سنة 1828- توفي في رومانيا سنة 1872)، هو نجل الصدر الأعظم مصطفى رشيد باشا. كان دبلوماسيًا عثمانيًا، وأحد أبرز الشخصيات خلال الحروب العثمانية في أوروبا، في منتصف القرن التاسع عشر .